# Niuatoputapu

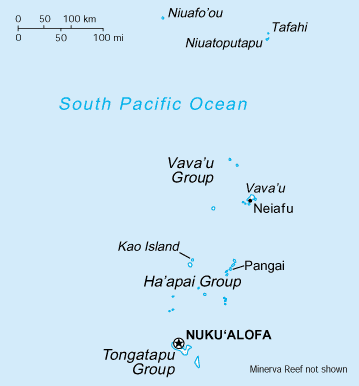
Lägeskarta, Niuatoputapu längst upp

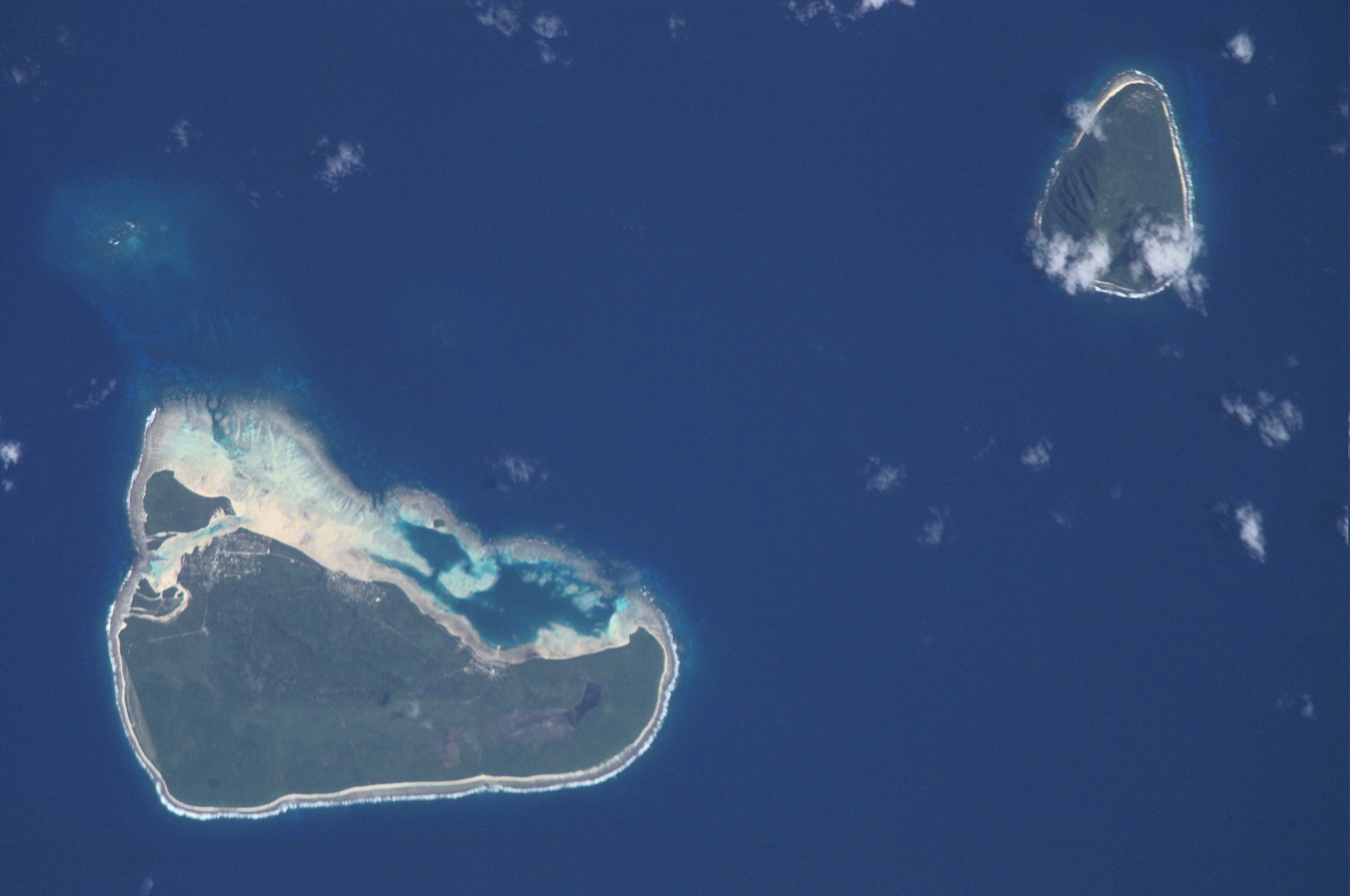
Niuatoputapu i den nedre delen

Niuatoputapu (tonganska motu ʻo Niuatoputapu) är en ö i ögruppen Niuas som tillhör Tonga.

## Geografi
Niuatoputapu ligger ca 516 km norr om Tongatapu och är huvudön i ögruppen.
Ön är av vulkaniskt ursprung och har en sammanlagd areal om cirka 18,00 km². Utanför ön ligger en rad småöar med Hakautuʻutuʻu i norr och Hungana, Nukuseilala, Sikaihaʻa, Tafuna, Tavili och Tuʻunga i väst. Det finns en sötvattenkälla, Niutoua Spring, väster om Hihifo.
Den högsta höjden är vulkantoppen på ca 157 m ö.h.
Befolkningen uppgår till ca 950 invånare (1) där de flesta bor i huvudorten Hihifo på öns västra del. Övriga byar är Falehau och Vaipoa. Förvaltningsmässigt utgör ön en del i distriktet Niuas division (2).
I Hihifo finns en bank, ett postkontor, polisstationen, affärer och mindre hotell.
Öns lilla flygplats Mataʻaho (flygplatskod "NTT") ligger på öns sydöstra del och har kapacitet för lokalt flyg. Det finns även färjeförbindelser mellan Niuasöarna och Tongatapu från hamnen i Falehau.

## Historia
Tongaöarna beboddes av polynesier sedan 2000-talet f.kr. under Lapitakulturen.
Niuatoputapu var fram till 1500-talet ett självständigt område under Māʻatu dynastin och hamnade först senare under monarken av Tonga.
Den nederländske upptäcktsresanden Willem Corneliszoon Schouten och Jacob Le Maire blev i maj 1616 de första européerna att besöka Niuatoputapu. Då namngavs ön Verraders Eylandt.
I augusti 1767 återupptäckte brittiske Samuel Wallis Niuatoputapu och som då namngav ön Keppel's Isle.
Den amerikanske arkeologen Patrick Vinton Kirch från University of California utförda omfattande utgrävningar på ön under 1970-talet där man fann en rad historiska lämningar.